# アブサミヤ
アブサミヤ（アラム語 (ハトラ方言):𐣯𐣡𐣣𐣮𐣬𐣩𐣠、Abdsamiya）は、ハトラ（現在のイラク北部のニーナワー県モースルの南西約100km）の王。

## 略歴
アブサミヤは、現在のイラクにある古代都市ハトラの王。アブサミヤは西暦180年から205年まで統治した。アブサミヤはサナトゥルク1世の息子であり、サナトゥルク2世の父である。アブサミヤはハトラで発見された8つの碑文から知られている。そのうちの1つは、王のためのポルティカスの建設を報告しており、セレウコス朝時代の504年（AD 192/93）に日付が付けられている。
別の碑文が彫像に現れ、西暦201/202年の日付が記されている。アブサミヤはヘロディアヌス（3.1.3）によっても言及されている可能性が高い。そこではバルセミアスとして登場する。彼は西暦192年にセプティミウス・セウェルスに対してペスケンニウス・ニゲルを支援した。